# Leif Eriksson runensteen
De Leif Eriksson runensteen is een runensteen ontdekt door de eigenaar van het Nomans Land eiland, Joshua Crane in 1920. Het verhaal gaat dat hij op een late middag in november 1926, toen de ondergaande zon laag aan de horizon stond, vreemde letters op een grote zwarte steen aan de rand van het water zag. De rots was bijna altijd ondergedompeld en onzichtbaar behalve bij extreem laag tij. De vreemde symbolen die in de steen waren gesneden, waren onbegrijpelijk voor hem. 
De vreemde symbolen werden gefotografeerd in 1927 door de schrijver, Edward F. Gray, die onderzoek deed naar de reizen van de Noormannen naar Noord-Amerika voor een boek. Hij merkte op dat de steen moeilijk te fotograferen was omdat de symbolen pas volledig zichtbaar werden bij extreem laag tij. 
De "runen" waren ongeveer vier centimeter hoog, de bovenste twee lijnen zijn vrij gelijkmatig verdeeld. De onderste twee zijn niet compleet of versleten door de erosie van wind en golven. Mr. Gray was geen kenner van runen, de geschreven taal van de Noormannen, maar na verdere inspanningen om de letters te ontcijferen concludeerde hij dat de eerste twee regels "Leif Eriksson, 1001" lezen. De onderste lijnen werden niet vertaald, hoewel er wordt gesuggereerd dat de symbolen het woord "Vinland" uitbeelden. 
Gray stuurde de foto's naar de universiteit van Oslo voor onderzoek. Daar onderzochte de hoogleraren A.W. Brøgger en Magnus Olsen de foto's. Op basis van de beelden, trokken ze de authenticiteit van de inscriptie ernstig in twijfel. Zij zetten vraagtekens bij sommige runen en het gebruik van de Romeinse cijfers voor de datum. Dit laatste was tamelijk doorslaggevend bewijs tegen de geldigheid van de steen, omdat Romeinse cijfers niet werden gebruikt voor de 14e of 15e eeuw in Scandinavië. Hoogleraar Finnur Jónsson van de Universiteit van Kopenhagen concludeerde dat het opschrift dateert van ergens na 1500.